# Sacconago
Sacconago is een plaats (frazione) in de Italiaanse gemeente Busto Arsizio.